# Manaoag
Manaoag est une municipalité de la province de Pangasinan sur l'île de Luçon, aux Philippines.

## Description
La municipalité compte 69 497 habitants en 2015. Elle comprend deux barangays urbains (5 618 et 5 320 habitants en 2015) ainsi que 24 barangays ruraux dont les plus importants sont Pugaro, Baritao, Cabanbanan, Pao et Pantal.
Elle est entourée par d'autres municipalités de la province de Pangasinan et se trouve à environ 200 km au nord de Manille.

La ville est connue pour sa basilique dédiée à Notre-Dame du Rosaire. Elle abrite en son sein une statue miraculeuse qui fut couronnée solennellement en 1926 grâce à l'action de l'évêque de Vigan, Mgr Pierre-Joseph Hurth. 
| San Jacinto | Pozorrubio |          |
|             | Manaoag    | Laoac    |
| Mapandan    |            | Urdaneta |

## Points d'intérêt

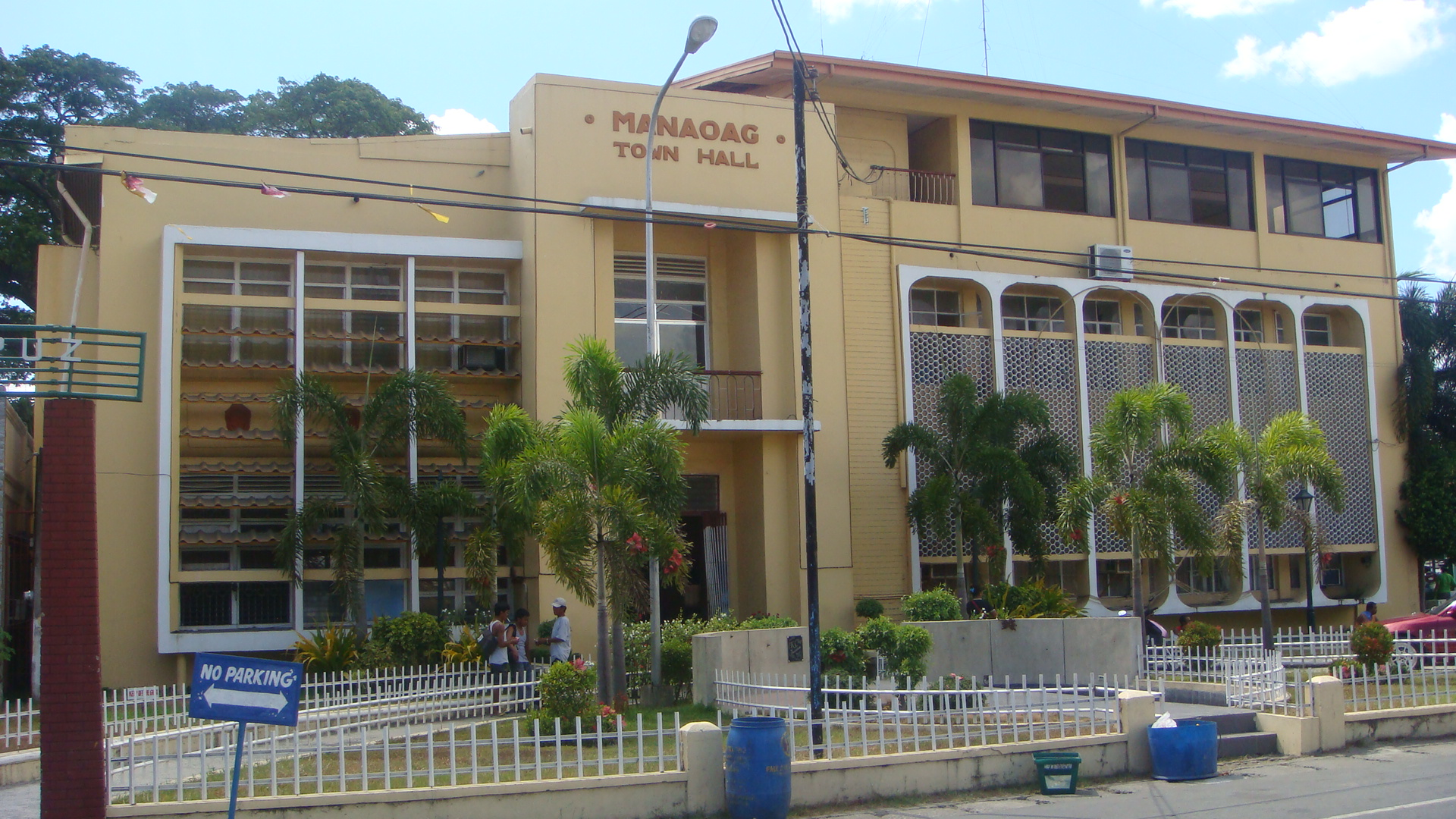
Hôtel de ville.
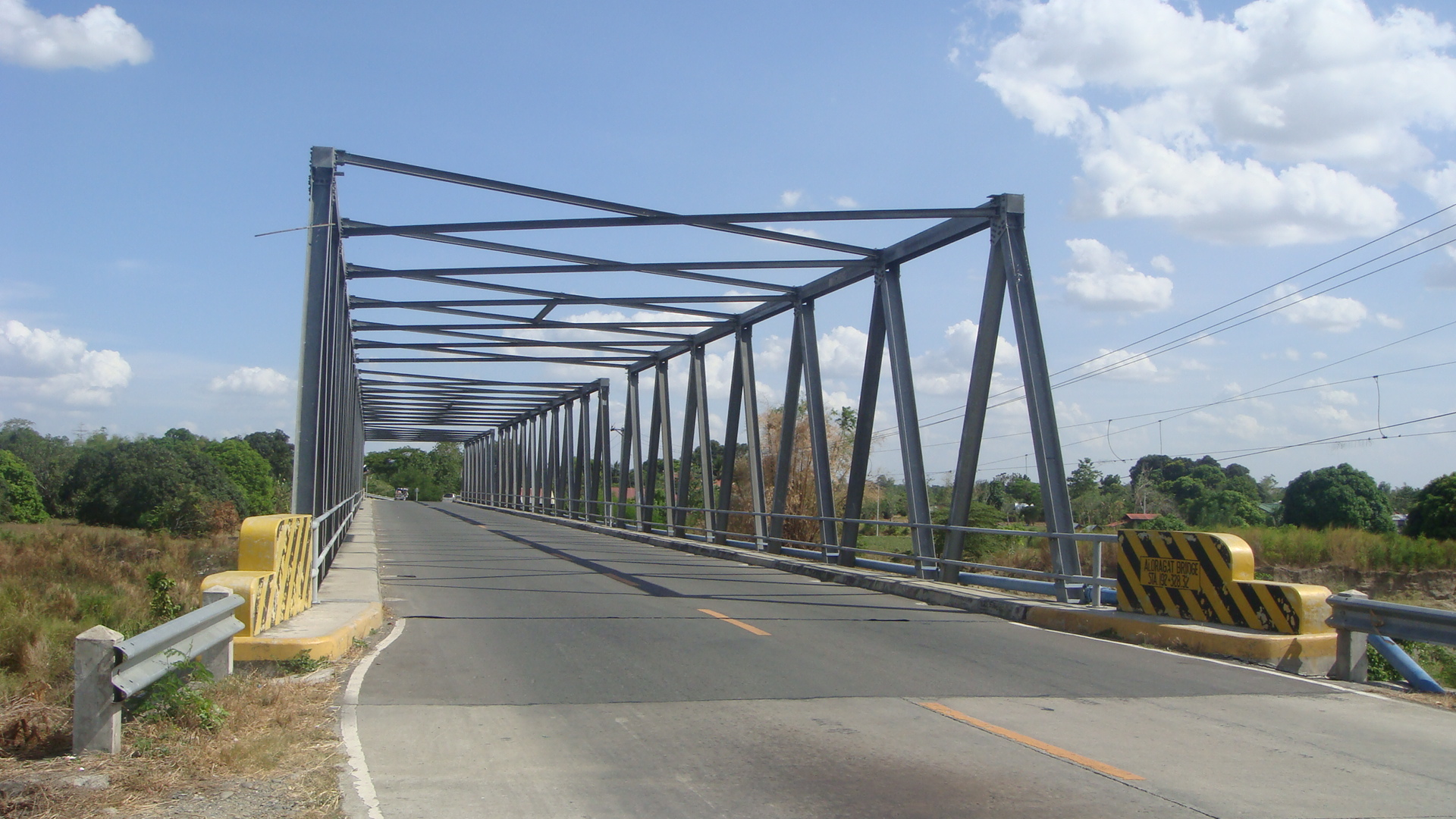
Pont sur l'Aloragat (affluent de la Bued (en) au sud de la ville[3]).
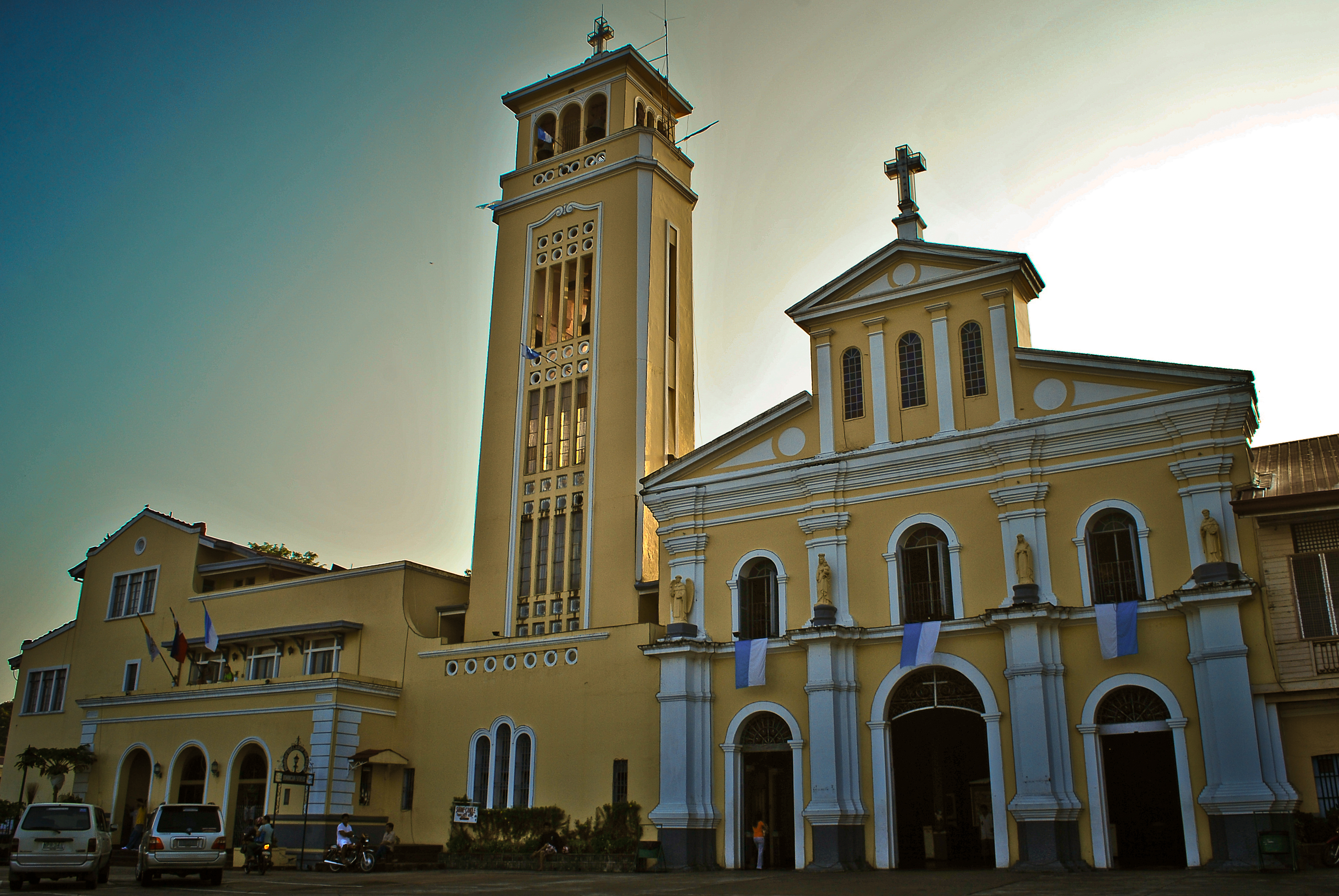
Façade de la basilique.

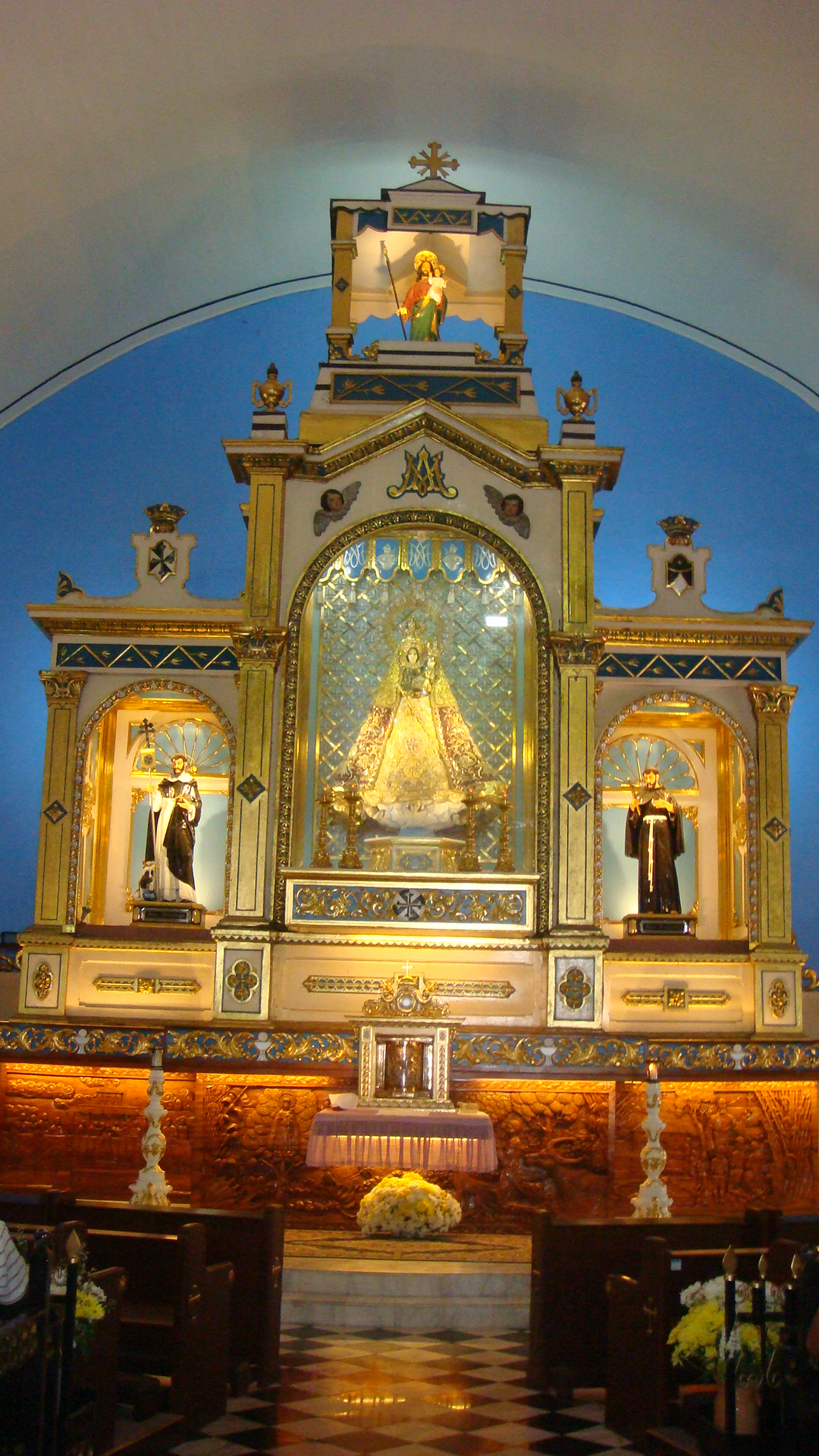
Autel et retable principal de la basilique Notre-Dame du Rosaire de Manaoag.
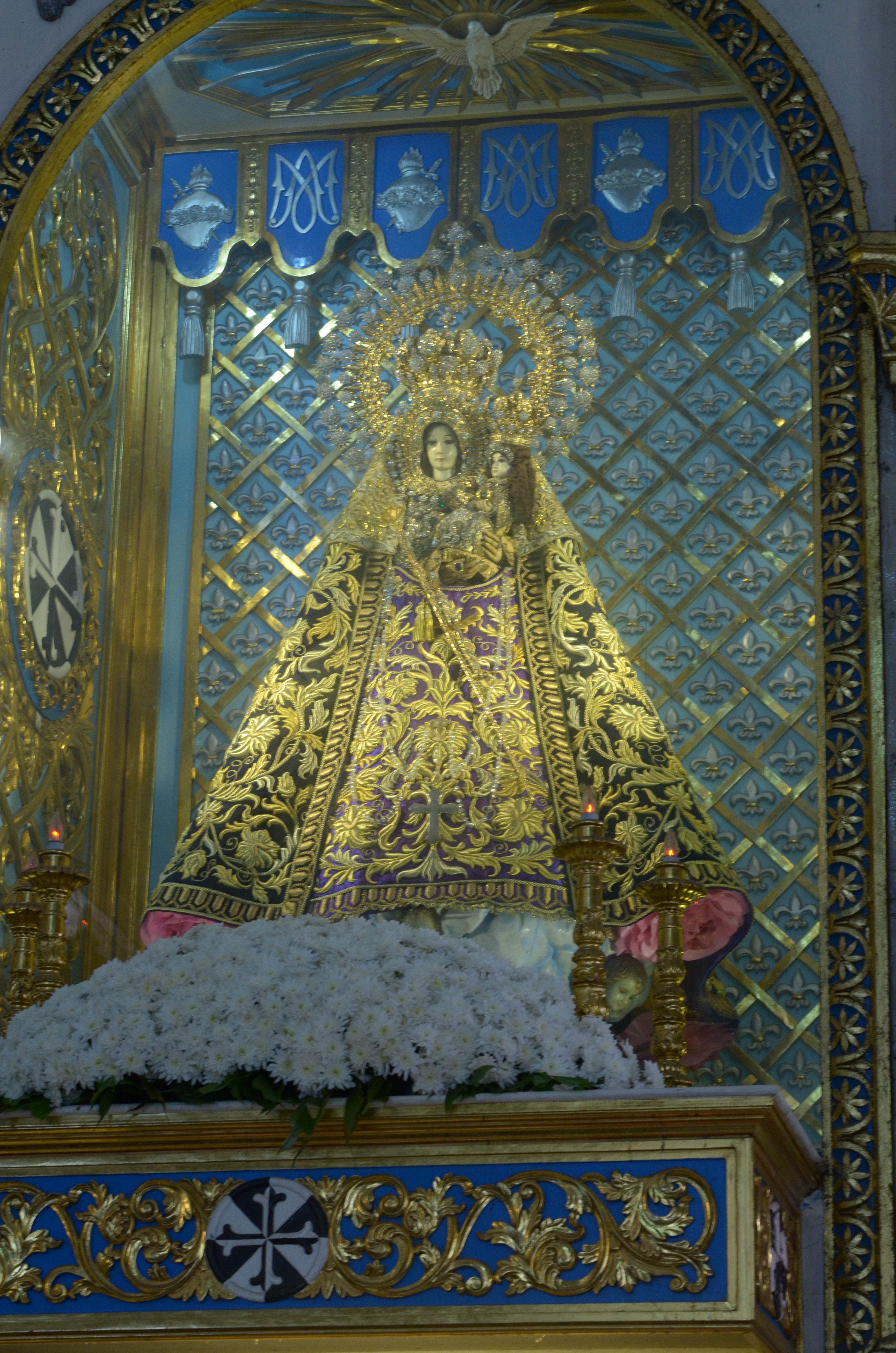
Statue de Notre-Dame de Manaoag. Ivoire et argent, parure impériale. XVIIe siècle.
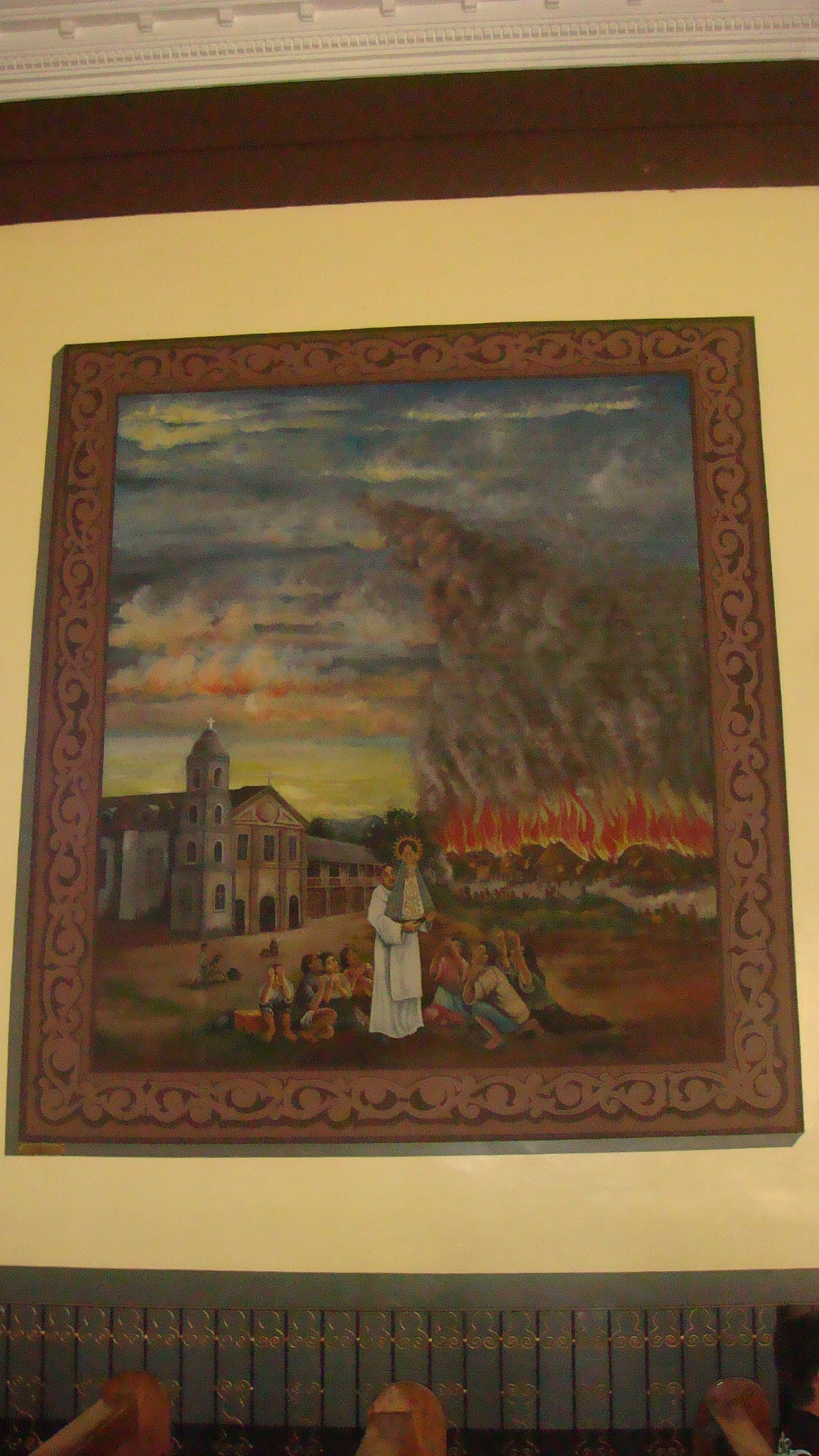
Illustration de l'arrêt miraculeux d'un incendie au début de l'époque espagnole.